# دورنوردی کوانتومی

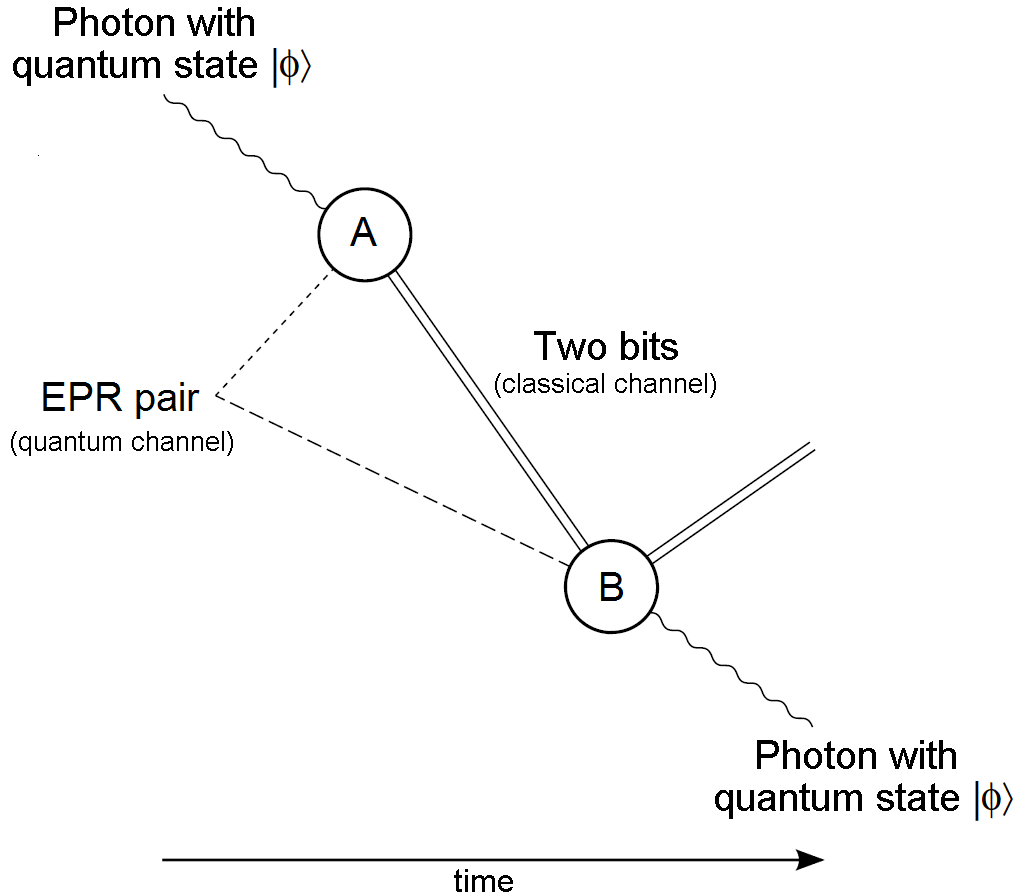
نمایی از نموداری برای دورنوردی کوانتومی فوتون

دورنوردی کوانتومی (به انگلیسی: Quantum teleportation) فرایند جابجایی یک کوبیت (واحد پایهٔ اطلاعات کوانتومی) از یک محل به محل دیگر، بدون پیمایش فاصلهٔ بین نمی‌شود و در نتیجه نمی‌توان از آن در ارتباطات با سرعت‌های فرانوری بهره جست. دورنوردی کوانتومی با مفهوم دورنوردی کاملاً بی ارتباط است و از آن در کپی یک جسم از نقطه‌ای به نقطه دیگر نمی‌توان کرد.

## یک آزمایش موفق
پژوهشگران دانشگاه فناوری دلفت هلند در ماه مه ۲۰۱۴ (خرداد ۱۳۹۳) برای نخستین‌بار موفق به دورنوردی اتم‌ها بین دو نقطه در فاصله ۳ متری از یکدیگر شدند. در این پژوهش، اطلاعات رمزگذاری شده به ذرات زیراتمی را بین دو نقطه در فاصله ۳ متری از یکدیگر با دقت ۱۰۰ درصدی منتقل کردند؛ اطلاعات به راحتی از یک سمت به سمت دیگر منتقل شد و هیچ عاملی نتوانست این فرایند را مختل کند. این دستاورد نخستین گام برای توسعه شبکه‌های شبه‌اینترنت بین رایانه‌های کوانتومی فوق‌سریع محسوب می‌شود.
دانشمندان چینی یک ذره را بدون عبور از فضای فیزیکی به مدار زمین فرستادند
دانشمندان چینی موفق شدند یک ذره را به صورت تله‌پورت یا دورنوردی یعنی به شکلی که ذره از فضای فیزیکی عبور نکرده، از زمین به مدار زمین ارسال کردند.
به گزارش BusinessInsider، سال‌های نه چندان دور، دانشمندان حدس زدند که تله‌پورت یا دورنوردی از طریق فیزیک کوانتوم امکان‌پذیر است و از آن زمان به بعد، این فرایند تبدیل به یک عملیات استاندارد در آزمایشگاه‌های اپتیک کوانتومی در جهان شده‌است. سال گذشته، دو تیم جداگانه توانستند اولین تله‌پورت کوانتومی را در خارج از آزمایشگاه انجام دهند. هم‌اکنون دانشمندان چینی این فرایند را در چندین مرحله انجام داده‌اند: آن‌ها با موفقیت یک فوتون را از زمین به ماهواره‌ای که بیش از ۵۰۰ کیلومتر از ما فاصله دارد را منتقل کردند، بدون اینکه این ذره از فضای فیزیکی بگذرد.
این ماهواره که «میسیوس» (Micius) نام دارد، یک گیرنده عکس حساس به نور است که حالات کوانتومی تک تک فوتون‌ها را از روی زمین هم تشخیص می‌دهد. میسیوس به منظور انجام آزمایش‌های کوانتومی مثل درهم‌تنیدگی، رمزنگاری و تله‌پورت یا دورنوردی به فضا پرتاب شده‌است.
این آزمایش یکی از نخستین نتایجی است که دانشمندان از تله‌پورت تجربه کردند. این تیم چینی نه تنها اولین شیء را از زمین به مدار تله‌پورت کرده‌است، بلکه اولین شبکه کوانتومی بین زمین و ماهواره را ایجاد کرد که توانست رکورد مسافت انتقال فوتون در هم‌تنیده را به نام خود ثبت کند.
همچنین ایران در تاریخ 6 بهمن 1399با آزمایش میان ساختمان مرکز فناوری‌های کوانتومی ایران تا تراز ۳۰۰ متری برج میلاد به مسافت ۱۶۵۰ متر به این فناوری دست یافت.ایران پیش از این در دو آزمایش که در آزمایش اول به طول دومتر و آزمایش دوم به طول دو ساختمان هم توانسته بود با موفقیت این آزمایش ها را انجام دهند.به گفته رئیس سازمان انرژی اتمی ایران آقای صالحی، ایران ششمین کشوری است که به این فناوری دست پیدا می‌کند. 